# Girolamo Masini
Girolamo Masini (Firenze, 29 dicembre 1840 – 1885) è stato uno scultore italiano.

## Biografia

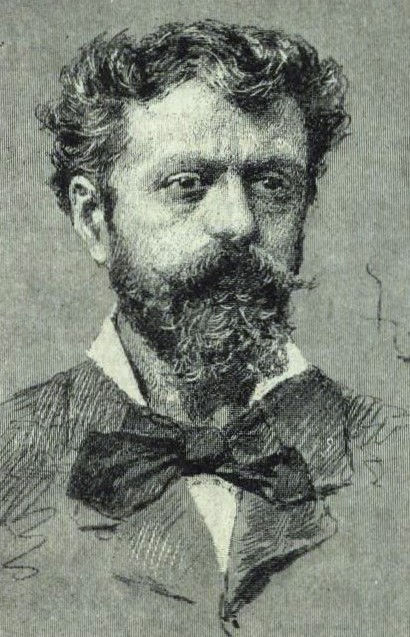
Girolamo Masini

Fu allievo dello scultore fiorentino Aristodemo Costoli.  Fra le sue opere maggiori vi è la statua in bronzo di Cola di Rienzo (1871) posta sulla sinistra della Cordonata che collega Piazza del Campidoglio con Piazza d'Aracoeli a Roma. Di questa statua vennero realizzate anche alcune versioni in formato ridotto.
Masini fu un membro minore del romanticismo realista, una generazione di artisti avversari del freddo Neoclassicismo di Canova. Insegnò all'Accademia nazionale di San Luca a Roma, dove ebbe fra i suoi allievi Ernesto Biondi e Attilio Piccirilli.
Una statua di marmo di Ruth seduta mostra la realistica attenzione ai minimi particolari e l'aura sentimentale dello stile di Masini. Un'altra delle sue opere, Fabiola, si trova al Galleria nazionale d'arte moderna e contemporanea di Roma.
Partecipò con alcune sue opere all'Esposizione Internazionale del 1874 a Roma. Lo stesso anno realizzò per il comune di Gropello Cairoli (provincia di Pavia) una statua di donna Adelaide Cairoli, madre dei fratelli Cairoli.
Ad Amburgo eseguì una figura femminile in lutto posta sulla tomba Zimmer sita nel cimitero di Ohlsdorf.
Masini morì a Firenze nel 1885.